# Getting Any?
Getting Any? (みんな～やってるか！, Minnā yatteru ka!, literalmente: "¿Está haciéndolo todo el mundo?") es una película japonesa del año 1995 dirigida, escrita, montada y protagonizada por Takeshi Kitano. Yatteru (やってる), forma coloquial de referirse al término yatteiru (やっている), es una palabra derivada del verbo japonés yaru que se traduce como "hacer" y en argot denomina los encuentros sexuales casuales. La película es una comedia paródica, integrada por una serie de escenas cómicas al estilo de Airplane! (1980) dirigida por Jim Abrahams, David Zucker y Jerry Zucker, centradas en un personaje cuya obsesión es tener relaciones sexuales. Se le considera una vuelta a los primeros trabajos humorísticos de Kitano con los que se hizo muy popular en su país de origen. Sin embargo no obtuvo una amplia repercusión comercial.

## Argumento
Asao es un hombre ingenuo y tonto que vive con su abuelo en la prefectura de Saitama. Aunque tiene 35 años Asao es muy inexperto con las mujeres, pero tiene totalmente claro que desea tener sexo con ellas. 
Un día, mientras ve una película erótica por televisión, Asao se da cuenta de que todo lo que necesita para conseguir chicas y sexo es un coche elegante ya que el protagonista de la película tenía un Porche 911 cabriolet así que corre al concesionario de importación más cercano. Obsesionado por esa idea poco a poco se irá metiendo en todo tipo de locas situaciones para lograr su objetivo. Cuando el vendedor le pregunta qué tipo de coche está buscando Asao responde ingenuamente que quiere "un auto para tener sexo". Después de probar un descapotable, con la ayuda de una anfitriona muy servicial y algo indefensa, Asao confiesa que lo que puede permitirse es un coche usado. Finalmente adquiere un Honda muy modesto y mucho más económico.
Conseguido el coche Asao, con la ayuda de un maniquí femenino, prueba a practicar una escena que ha visto visto en la película antes de ponerla en práctica con las chicas de la calle. Pero, después de varios intentos humillantes y fallidos, se da cuenta de que las relaciones sociales entre hombres y mujeres no son tan simples como en el porno. En la vida real las chicas no son tan ingenuas como en las obras de ficción. Por eso decide que lo que tiene que hacer es cambiar su Honda por un descapotable. Ya que estos coches son caros, y como no tiene dinero, Asao le pide ayuda a su abuelo. Después de cobrar un dinero por el hígado y los riñones de su abuelo, vuelve al mismo concesionario. El vendedor lo convence de comprar un Austin-Healey Sprite MkI, un descapotable clásico británico, pero cuando el vendedor descubre cuánto dinero tiene realmente Asao, cambia de opinión y le vende un Mazda Eunos Roadster, un popular roadster japonés, diciendo que se trata del mismo auto y que el Austin-Healey era un modelo anticuado de los años 50. Fuera del concesionario, apenas conducido unos metros, el Mazda comienza a desmoronarse. Pese a las quejas de Asao se descubre que el vendedor es, en última instancia, un estafador y se niega a hablar más con él. Asao recoge las piezas caídas y las coloca en la parte trasera de su automóvil.
El joven sigue probando suerte con las chicas de la calle, pero no lo consigue, por lo que finalmente vende su coche destrozado a una empresa de salvamento local. Mientras camina hacia su casa encuentra un Mazda RX-7 Serie 5 Turbo aparentemente abandonado y decide robarlo. Asao conduce durante unos kilómetros cuando se encuentra con una joven que camina por la carretera y decide hablarle como se veía en la película. Sin embargo el coche ya no frena, atropella a la chica y choca el coche contra una cartelera. Pese al accidente Asao sale ileso y se deshace del cupé. 
Asao entonces fantasea con las azafatas de las líneas aéreas, imaginando que van desnudas y ofrecen "servicios sexuales a bordo" a los clientes de primera clase de los Boeing 747, por lo que decide viajar en avión. Como no tiene dinero planea atracar un banco a mano armada, pero, primero, necesita un arma. Para conseguirla decide dirigirse a Kawaguchi donde planea fabricar su propio revólver en una fundición de hierro local. Eventualmente Asao vive muchas aventuras como unirse a la yakuza, convertirse en Zatōichi, volverse invisible o transformarse en un hombre volador gigante al estilo de la película The Fly. La película termina con su captura tras sumergirse en un gran depósito de heces. Después de los créditos se muestra una escena en la que Asao, como hombre-mosca, va volando por Tokio para acabar aterrizando-empalado en la Torre de Tokio.

## Reparto
- Dankan - Asao
- Akiji Kobayashi - Jefe de la Fuerza de Defensa Mundial
- Tetsuya Yuki - Miembro de la yakuza 1
- Yuuji Minakata - Miembro de la yakuza 2
- Ren Osugi - Miembro de la yakuza 3
- Susumu Terajima - Miembro yakuza herido
- Hideo Higashikokubaru - Yaku
- Masumi Okada - Actor ruso
- Taka Guadalcanal - Piloto
- Tokie Hidari - Madre
- Takeshi Kitano - Científico
- Yoneko Matsukane - Vendedor de coches
- Yojin Hino - Director del concesionario de coches
- Hakuryu - Juez
- Makoto Tsugawa - Hombre en la para del autobús
- Sujitaro Tamabukuro

## Producción
Kitano, durante la producción de Zatōichi (2003), afirmó que Getting Any? era una de sus tres películas favoritas de  las diez que hasta entonces había dirigido. Según él fue la base de muchas de sus películas posteriores, incluida Hana-Bi, ya que presenta temas recurrentes de su filmografía junto con aspectos como la violencia y el arrepentimiento. Su intención era la de burlarse de sus propios chistes y de los jóvenes japoneses, los nacidos después de la Segunda Guerra Mundial, ya que según el director se comportaban mayoritariamente de una forma demasiado ingenua, directa y simplista a la hora de hablar con las chicas sobre el sexo. Kitano negó haber satirizado a la sociedad japonesa y afirmó que su objetivo en esta película era hacer reír a la audiencia.
Sin embargo, gran parte de la película parece satirizar la cultura popular japonesa desde la década de 1950 hasta la década de 1980 incluido el cine, las series de televisión, el anime y la música pop aunque el propio Kitano lo negó. Abundan las referencias a las películas de gánsteres de Joe Shishido así como a los videoclips de Michael Jackson. La inspiración para el hombre-mosca y el hombre-transparente (toumei ningen) parece ser una película de terror de 1957, titulada Tōmei ningen to hae-otoko (透明人間と蝿男), dirigida por Mitsuo Murayama. La forma en que el personaje de Asao se transforma en hombre-mosca está basada directamente de la vista en la película The Fly (1986) dirigida por David Cronenberg. Los trajes utilizados por el científico y su asistente hacen referencia a la comedia de ciencia ficción Los cazafantasmas (1984) dirigida por Ivan Reitman. El final alternativo que se muestra después de los créditos finales hace una referencia familiar a la película E.T., el extraterrestre (1982) dirigida por Steven Spielberg.